# 란다우 상수
란다우 상수(Landau's constants-란다우 1929) {\displaystyle L}은 수학의 한 부분인 복소해석학에서 단위 디스크(unit disk)에 정의된 정칙함수의 움직임을 설명하는 특정 수학 상수이다.
{\displaystyle {1 \over 2}<L\leq {{\Gamma ({1 \over 3})\Gamma ({5 \over 6})} \over {\Gamma ({1 \over 6})}}=0.5432589....(OEISA081760)}
{\displaystyle {\Gamma (z)}}는 감마 함수
어떤 함수 상(이미지)에서 이미지에 포함된 가장 큰 디스크의 반경 {\displaystyle L}을 단위로 정의할때, 단위 디스크의 하위 집합(하위 영역)의 준 정체성 이미지인 가장 큰 디스크의 반경으로 {\displaystyle B}를 정의한다.
- {\displaystyle L\;,\;B\;\;value}[1][2]

{\displaystyle 0.5<L\leq 0.543258965342...\,\!(OEISA081760)}
{\displaystyle {{\sqrt {3}} \over 4}=0.4330127019....<B<0.472\quad ,\quad B=}블로흐 상수(Bloch Constant)
{\displaystyle {{\sqrt {3}} \over {4}}=0.4330127019....<B\leq {\left({1 \over {\sqrt {1+{\sqrt {3}}}}}\right)\left({{\Gamma \left({1 \over 3}\right)\Gamma \left({11 \over 12}\right)} \over {\Gamma \left({1 \over 4}\right)}}\right)}<0.472<{1 \over 2}<L}
{\displaystyle 0.5<L\leq {{\Gamma {{1} \over {3}}\Gamma {{5} \over {6}}} \over {\Gamma {{1} \over {6}}}}=0.543258965342...\,\!}

## 같이 보기
- 수학 상수
- 감마 함수
- 블로흐 상수